# Catherine McAuley
Catherine McAuley (29 de setembro de 1778 - 11 de novembro de 1841) foi uma irmã religiosa irlandesa que fundou as Irmãs da Misericórdia em 1831. A congregação de mulheres sempre foi associada ao ensino, especialmente na Irlanda, onde as irmãs ensinavam católicos (e às vezes protestantes) em uma época em que a educação era reservada principalmente para membros da Igreja da Irlanda.

## Vida
Catherine Elizabeth McAuley nasceu em Stormestown House em Dublin, filha de James e Elinor McAuley. Seu pai morreu em 1783 quando ela tinha cinco anos e sua mãe morreu em 1798. Catherine e seu irmão James mudaram-se para viver com parentes protestantes. Em 1803, McAuley tornou-se o administrador da casa e companheiro de William e Catherine Callaghan, um casal protestante idoso, sem filhos e rico, em sua casa em Dublin e depois em sua propriedade em Coolock. Por 20 anos ela deu aulas de catequese aos empregados domésticos e às crianças pobres da aldeia. Catherine Callaghan, que foi criada na tradição quaker, morreu em 1819. Quando o Sr. Callaghan morreu em 1822, Catherine McAuley tornou-se a única legatária residual de sua propriedade.

## A Casa da Misericórdia
Catherine McAuley herdou uma fortuna considerável e escolheu usá-la para construir uma casa onde ela e outras mulheres compassivas pudessem acolher crianças e mulheres sem-teto para cuidar e educar seus filhos. Um local foi escolhido na junção de Lower Baggot Street e Herbert Street, Dublin, e em junho de 1824, a pedra fundamental foi lançada pelo Rev. Dr. Blake. Enquanto estava sendo reformado, ela estudou os métodos educacionais atuais em preparação para seu novo empreendimento. Na festa de Nossa Senhora da Piedade, 24 de setembro de 1827, foi inaugurada a nova instituição para mulheres carentes, órfãs e escolas para pobres e Catherine McAuley, com duas companheiras, assumiu sua gestão.

## Irmãs da Misericórdia
Por três anos, Catarina e suas companheiras continuaram seu trabalho como mulheres leigas. Catherine McAuley nunca teve a intenção de fundar uma comunidade de mulheres religiosas. Sua intenção inicial era reunir um corpo leigo de assistentes sociais católicos. Em 1828, o arcebispo permitiu que os funcionários do instituto assumissem uma vestimenta distinta e visitassem publicamente os doentes. O uniforme adotado foi vestido preto e capa do mesmo material que chegava até o cinto, gola branca e boné e véu de renda - traje que agora é usado pelos postulantes da congregação. No mesmo ano, o arcebispo pediu a senhora McAuley que escolhesse algum nome pelo qual a pequena comunidade pudesse ser conhecida, e ela escolheu o de "Irmãs da Misericórdia", com o propósito de fazer das obras de misericórdia o traço distintivo do instituto.
Ela desejava que os membros se combinassem com o silêncio e a oração das Carmelitas, com o trabalho ativo de uma Irmã da Caridade. A posição do instituto era anômala, seus membros não estavam vinculados por votos nem eram restringidos por regras. A Igreja (clero e povo) da época, entretanto, não apoiava grupos de mulheres leigas que trabalhavam independentemente das estruturas da Igreja. A principal preocupação era com a estabilidade e continuidade das obras de misericórdia que as mulheres haviam empreendido. Se algum deles se casasse ou perdesse o interesse, os pobres e os órfãos de quem cuidavam ficariam perdidos.
O mentor clerical de Catarina a incentivou a formar um instituto religioso. Catherine e duas outras mulheres (Anna Maria Doyle e Elizabeth Harley) entraram no programa de formação das Irmãs de Apresentação para se prepararem formalmente para a vida como religiosas em setembro de 1830. Em 12 de dezembro de 1831, eles professaram os votos e retornaram à Casa da Misericórdia. As Irmãs da Misericórdia consideram o dia 12 de dezembro de 1831 como o dia da sua fundação como comunidade religiosa. O Arcebispo Daniel Murray ajudou Catherine McAuley na fundação das Irmãs da Misericórdia e professou os três primeiros membros. Ele então nomeou Catherine Madre Superiora.
Uma epidemia de cólera atingiu Dublin em 1832, e Catherine concordou em trabalhar para um hospital de cólera na Townsend Street.
Entre 1831 e 1841 ela fundou conventos adicionais em Tullamore, Charleville, Cork, Carlow, Galway, Limerick, Birr, Bermondsey e Birmingham e casas filiais em Kingstown e Booterstown.
O governo das Irmãs da Misericórdia foi formalmente confirmado pelo Papa Gregório XVI em 6 de junho de 1841. Catherine viveu apenas dez anos como Irmã da Misericórdia, Irmã Mary Catherine.

## Morte
Catherine McAuley morreu de tuberculose em 11 de novembro de 1841 em Baggot Street, com a idade de sessenta e três anos. No momento de sua morte, havia 100 Irmãs da Misericórdia em dez fundações. Pouco depois, pequenos grupos de irmãs deixaram a Irlanda para estabelecer novas fundações nas costas leste e oeste dos Estados Unidos, na Terra Nova, Austrália, Nova Zelândia e Argentina.
O total de membros em todo o mundo consiste em cerca de 5.500 Irmãs da Misericórdia, 5.000 Associados e cerca de meio milhão de parceiros no ministério. O Mercy International Centre em Dublin, Irlanda, é a "casa" internacional da Mercy em todo o mundo e o site mercyworld.org é a casa virtual.

Em 1978, a causa de beatificação da Serva de Deus Catherine McAuley foi aberta pelo Papa Paulo VI. Em 1990, ao reconhecer suas virtudes heroicas, o Papa João Paulo II a declarou Venerável.